# Oribotritia serrata
Oribotritia serrata är en kvalsterart som beskrevs av Zicman Feider och Suciu 1958. Oribotritia serrata ingår i släktet Oribotritia och familjen Oribotritiidae. Inga underarter finns listade i Catalogue of Life.